# Lynn (Indiana)
Lynn es un pueblo ubicado en el condado de Randolph en el estado estadounidense de Indiana. En el Censo de 2010 tenía una población de 1097 habitantes y una densidad poblacional de 749,65 personas por km².

## Geografía
Lynn se encuentra ubicado en las coordenadas 40°2′55″N 84°56′33″O / 40.04861, -84.94250. Según la Oficina del Censo de los Estados Unidos, Lynn tiene una superficie total de 1.46 km², de la cual 1.46 km² corresponden a tierra firme y (0%) 0 km² es agua.

## Demografía
Según el censo de 2010, había 1097 personas residiendo en Lynn. La densidad de población era de 749,65 hab./km². De los 1097 habitantes, Lynn estaba compuesto por el 97.72% blancos, el 0.46% eran afroamericanos, el 0.09% eran amerindios, el 0.73% eran asiáticos, el 0% eran isleños del Pacífico, el 0.18% eran de otras razas y el 0.82% pertenecían a dos o más razas. Del total de la población el 1.91% eran hispanos o latinos de cualquier raza.